# Малинина, Александра Дмитриевна
Александра Дмитриевна Малинина (25 июля 1896 — 10 октября 1971) — советский педагог, учитель начальных классов Ряжской средней школы № 1, кавалер ордена Ленина, отличник народного просвещения, заслуженный учитель школы РСФСР.

## Биография
Родилась 25 июля 1896 году в городе Сапожок Рязанской губернии.
Прошла обучение в Сапожковской женской гимназии, которую успешно окончила в 1912 году. Педагогическую деятельность начала учителем школы села Красное, Ряжского уезда. Затем работала в Ряжском приходском училище. С 1936 по 1957 годы трудилась учителем начальных классов Ряжской средней школы № 1.
Избиралась депутатом Ряжского района совета депутатов трудящихся.
Указом Президиума Верховного Совета СССР (03.05.1949) награждена орденом Ленина (№ 90526).
Указом Президиума Верховного Совета РСФСР (15.05.1958) присвоено звание «Заслуженный учитель школы РСФСР».
Умерла 10 октября 1971 году в городе Ряжске Рязанской области.